# Arth SZ
| SZ ist das Kürzel für den Kanton Schwyz in der Schweiz. Es wird verwendet, um Verwechslungen mit anderen Einträgen des Namens Arth zu vermeiden. |

Arth ist eine politische Gemeinde im Bezirk Schwyz des Kantons Schwyz in der Schweiz. Sie besteht aus den Ortschaften Arth, Oberarth, Goldau und aus einem Teil der Rigi.

## Geographie

Arth, historisches Luftbild von 1919, aufgenommen aus 600 Metern Höhe von Walter Mittelholzer

Die Gemeinde Arth liegt am Südufer des Zugersees in einem Tal zwischen dem Rossberg und der Rigi. Ihr Gebiet erstreckt sich über eine Fläche von 4858 ha, wozu ein Anteil am Zugersee gehört. Vom Gemeindegebiet sind rund 26 Prozent Kulturland und rund 30 Prozent von Wald bedeckt; die restliche Fläche ist für Siedlungen und die Verkehrsinfrastruktur genutzt.
Die Berglandschaft bildete sich in der Entstehungszeit der Alpen heraus. Während der Auffaltung dieses Gebirges führten starke Flüsse viel Schutt und Geröll in das nördliche Alpenvorland hinaus und lagerten die Sedimente in weiten Schuttfächern ab; das grobkörnige Material blieb nahe an den Bergen liegen und verfestigte sich während Jahrmillionen zu Nagelfluh-Konglomeraten, während die feineren Anteile weiter nach Norden verfrachtet wurden, wo daraus die Molasse des Schweizer Mittellands entstand. Die Rigi und der Rossberg sind wie das Napfgebiet weiter westlich und der Höhronen im Osten bedeutende Überreste des aus Konglomerat-, Molasse- und Mergelschichten gebildeten Sedimentkörpers, der hier in der geologischen Fachliteratur als «Rigi-Schüttung» bezeichnet wird. Nur im südlichen Bereich des Rigimassivs sind (knapp ausserhalb des Gemeindegebiets von Arth) ältere Kieselkalkschichten, Schrattenkalk und Flysch am Bergaufbau beteiligt; es sind Schichtpakete der Helvetischen Decken, die von Süden auf die subalpine Molasse überschoben wurden und dabei auch diese verformten, so dass die an der Rigi gut erkennbaren Felsbänder, die «Riginen», schiefgestellt wurden. In einer späteren erdgeschichtlichen Epoche erodierten die Alpenflüsse aus den Nagelfluh- und Molasseschichten tiefe Täler heraus, die von den eiszeitlichen Gletschern noch überformt wurden. Der Reuss-Muota-Gletscher floss auf beiden Seiten um die Rigi herum und prägte auch die Talform bei Arth mit. An den Bergflanken bilden Findlinge Zeugen früher Gletscherstände; sie dokumentieren im Tal der Rigiaa den Höchststand des Eisrandes während der letzten Vergletscherung auf etwa 1100 m ü. M. Seit dem Abschmelzen der eiszeitlichen Gletscher ereigneten sich an den freigelegten Bergflanken von Rigi und Rossberg zahlreiche Bergstürze, die an den Trümmerfeldern am Bergfuss erkennbar sind, und Murgänge. In historischer Zeit sind unter anderem ein Bergsturz am Rossberg von 1222 und ein Felssturz beim Rothenfluhtunnel der Arth-Rigi-Bahn von 1897 bekannt.
Der niedrige Sattel auf dem Schuttfächer der Rigiaa zwischen den Bergmassiven wurde am 2. September 1806 vom mächtigen Schuttstrom des Goldauer Bergsturz noch etwas überhöht. An der tiefsten Stelle überquert die Gotthardbahn auf 507 m ü. M. die Wasserscheide zwischen dem Zugersee und dem Lauerzersee.
Östlich des Schutzgebiets gehört ein grosser Teil der Sumpf- und Moorlandschaft «Sägel» zu Arth, jedoch nicht der Bereich dieser Verlandungszone direkt am See. Die Naturlandschaft am Lauerzersee ist mit einer Fläche von 147 Hektar das grösste Amphibienlaichgebiet im Kanton Schwyz und ist im Bundesinventar der Amphibienlaichgebiete von nationaler Bedeutung registriert. Das 100 Hektar grosse Flachmoor «Sägel» gehört zu den Mooren von nationaler Bedeutung, und das ganze Gebiet «Sägel/Lauerzersee» zwischen der «Bernerhöhe» und Steinen ist zudem im übergeordneten Bundesinventar der Moorlandschaften von besonderer Schönheit und von nationaler Bedeutung aufgeführt. Einige Moorflächen bilden ein Naturschutzgebiet von Pro Natura.
Mit grossen Abschnitten der Gemeindefläche hat Arth ausserdem Anteil an drei national bedeutenden Landschaftsschutzgebieten. Die Nordostflanke der Rigi mit dem Hochtal der Rigiaa liegt im Gebiet «Vierwaldstättersee mit Kernwald, Bürgenstock und Rigi» (BLN 1606), die Fläche östlich der Autobahn A2 mit dem Moor «Sägel» im Landschaftsobjekt «Lauerzersee» (BLN 1604), und die Abbruch- und Schuttzone des Bergsturzes unter dem Gnipen im Areal «Bergsturzgebiet von Goldau» (BLN 1607), das darüber hinaus das ganze Rossbergmassiv mit der Hagegg nördlich des Gnipen einschliesst. Die Westflanke und ein Teil des Südhangs des Rossbergs liegen auf dem Gemeindegebiet von Arth. Der Gnipen (1567 m ü. M.) ist der Westgipfel des Rossbergs und der höchste Punkt der Gemeinde auf der Nordostseite.
Die Berge der Schwyzer Voralpen gehören zu den niederschlagsreichen Landschaften am Nördlichen Alpenrand. Von Rigi und Rossberg fliessen zahlreiche Wildbäche zu den Seen bei Arth. Die Rigiaa, deren Quellgebiet unterhalb von Rigi-Kulm (1797 m ü. M.), dem höchsten Punkt der Gemeinde Arth, und Rigi-Staffel liegt, ist der längste Bach auf dem Gemeindegebiet. Er fliesst durch das Tal bei Rigi-Klösterli, durchquert eine tiefe, steile Schlucht unter der Rothenfluh und ein Tobel am Goldauerberg, fliesst durch Goldau und Oberarth und mündet in Arth am «Aazopf» in den Zugersee. Für den Flussbau am Wildbach ist die 1935 gegründete Wuhrkorporation «Rigi-Aa» zuständig. Mehrere Wildbäche entwässern den sehr steilen Nordosthang der Rigi und münden teils in die Rigiaa und teils direkt in den Zugersee; dem Lauf des Fischchrattenbachs folgt die Gemeindegrenze von Rigi-Kulm bis zum Zugersee.
In vielen Runsen unterhalb der Rigi-Scheidegg (1659 m ü. M.) laufen Wildbäche zum Gebiet Goldauerberg und nach Buosigen herunter. Der Goldbach und der Chlausenbach sammeln die meisten der Bäche und fliessen zum Moorgebiet Sägel und in den Lauerzersee. Dem Bachbett des Teubertsbachs folgt die südöstliche Gemeindegrenze von Arth.
Aus der Bergsturzzone am Südhang des Gnipen fliessen ebenfalls mehrere Wildbäche in das Tal. Der Kienbach ist ein Zufluss der Rigiaa, während der Gnipenbach im Sägel in den Goldbach mündet. Mitten durch das Bergsturzgebiet verläuft also die Wasserscheide zwischen den Flussgebieten der Muota und der Lorze, zwei Nebenflüssen der Reuss.
Im Ablagerungsgebiet des Bergsturzes von Goldau sind in einigen Senken kleine Seen entstanden, so das Goldseeli, der Blauweiher und der Waldweiher. Die beiden letzteren befinden sich im Areal des Natur- und Tierparks Goldau.
Die Waldfläche an der «Rigilehne», dem Berghang südwestlich von Arth, ist grösstenteils Eigentum der «Unterallmeind Korporation Arth» und ist als Schutzwald (auch «Bannwald») für die Siedlungen, die Verkehrs- und Energieinfrastruktur wichtig, die in einem Gebiet mit erheblichem Risiko durch Naturgefahren liegen. Ein Waldgebiet in der Grösse von 500 Hektar zwischen Arth und Immensee gehört den SBB und wird als Schutzwald über der Gotthardbahn gepflegt. 190 Hektaren Wald musste die Unterallmeind Korporation Arth 1920 nach einem Bundesgerichtsentscheid den SBB abtreten. Am Berghang informiert ein 2013 eingerichteter Waldlehrpfad über die Funktionen des Waldgebiets, das je nach Lage aus Buchenwald oder Tannen-Buchenwald besteht.
Mit dem Bergsturz von Goldau entstand im Tal auf der Ablagerung von etwa 30 bis 40 Millionen Kubikmeter Gestein eine ausgedehnte Schuttlandschaft, auf welcher sich mit der Zeit neue Vegetationsgesellschaften ansiedelten. Und in der Abbruchzone des oberen Bergsturzhanges hat sich während 200 Jahren eine Pioniervegetation entwickelt, die zu den Trockenwiesen von nationaler Bedeutung gezählt wird. Im Pflanzenschutzgebiet der Bergsturzlandschaft steht bei Nolberg ein Buchenwald mit vielen Orchideen. In der Gemeinde Arth sind mehrere Bereiche als Waldreservate ausgeschieden.
In Rodungslichtungen und oberhalb der Waldgrenze an Rigi und Rossberg sowie auf der Fronalp besitzt die Unterallmeind Korporation von Arth seit dem 14. Jahrhundert Bergwiesen im Umfang von etwa 10 Quadratkilometern, die im Sommer von mehr als 50 Betrieben als Viehweide genutzt werden. Die artenreichen Flächen der Kulturlandschaft im Gebirge sind für die Biodiversität wertvoll. Im Gebiet Rigi-Klösterli liegt die Alp Trieb und am Berghang unter Rigi-Kulm die Alp Chäserenholz, deren Sennereien aus Kuh- und Ziegenmilch in traditioneller Weise Käse herstellen, der wie die Produkte anderer Bergkäsereien des Kantons als «Schwyzer Alpkäse» in der Liste des Kulinarischen Erbes der Schweiz aufgeführt ist.

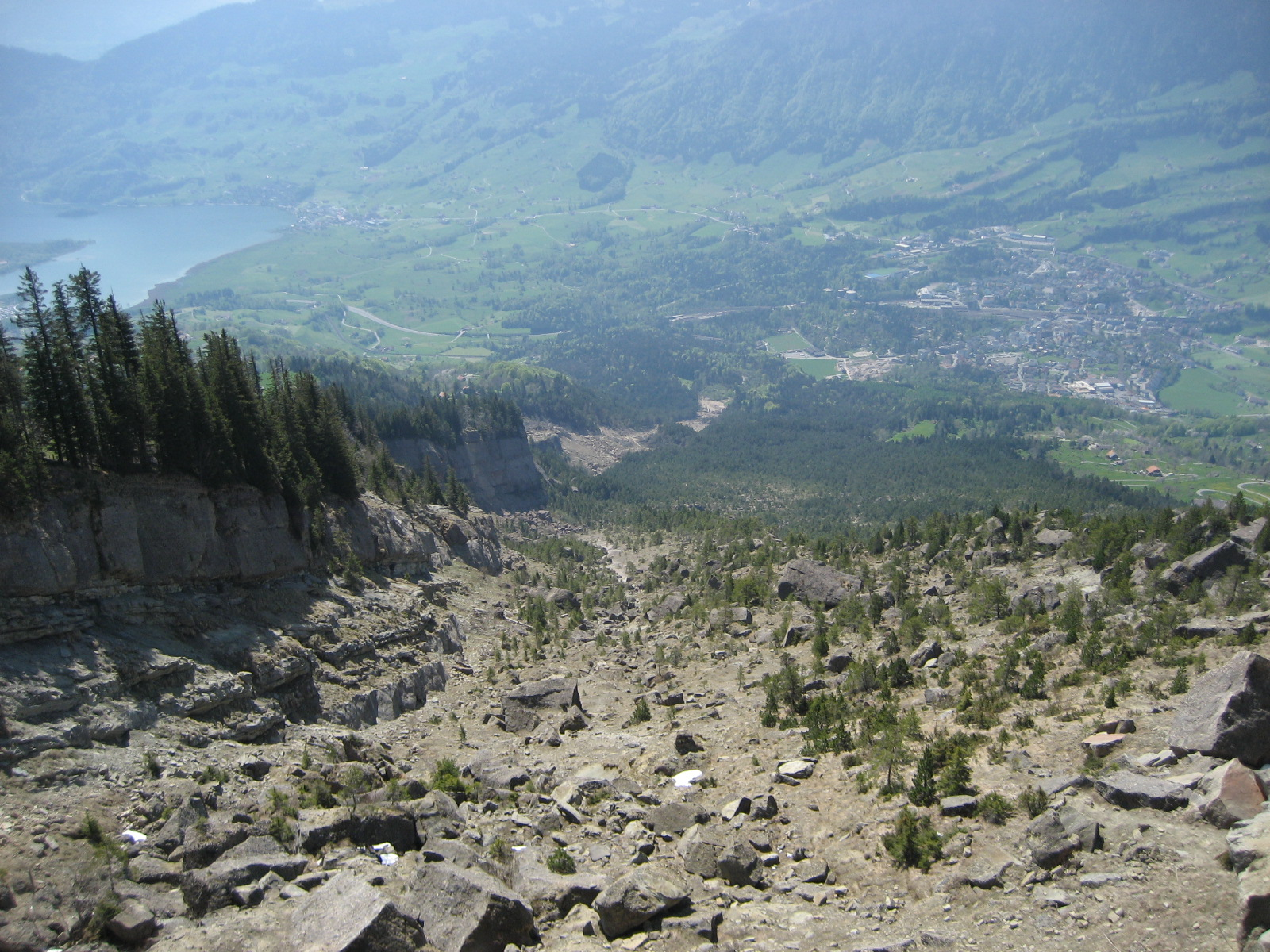
Oberes Bergsturzgebiet über Goldau
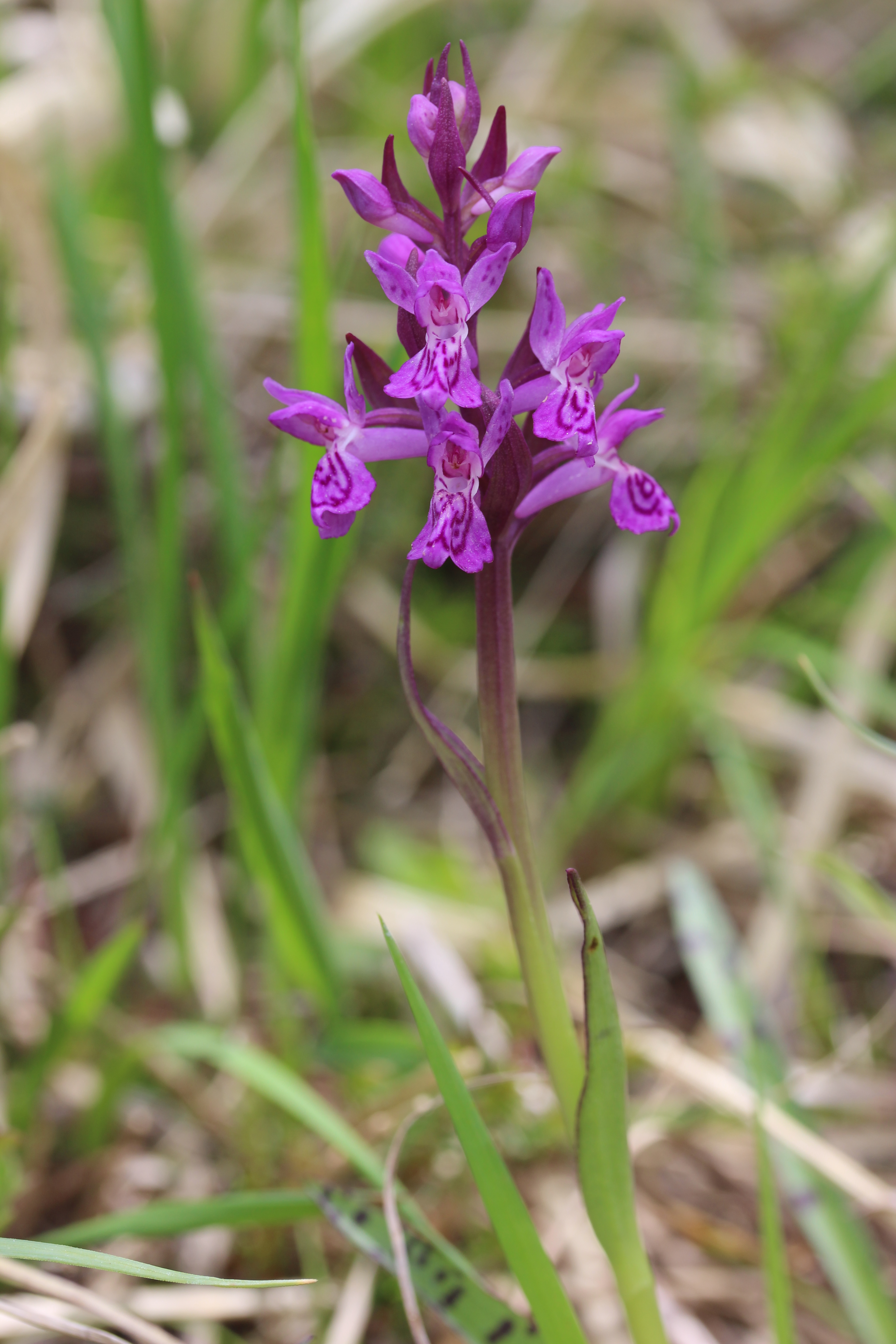
Knabenkraut, eine Orchidee, im Bergsturzgebiet
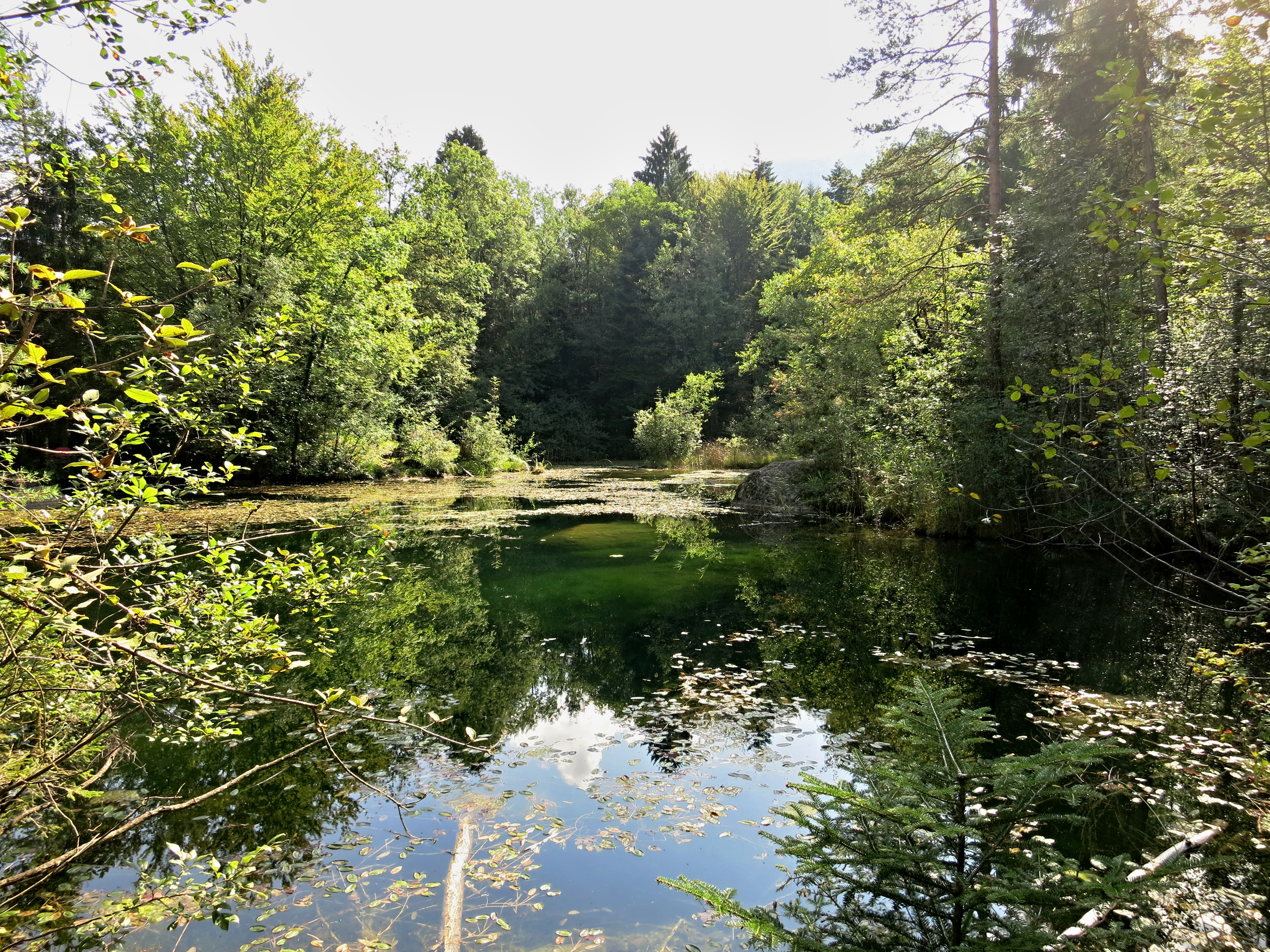
Das Goldseeli
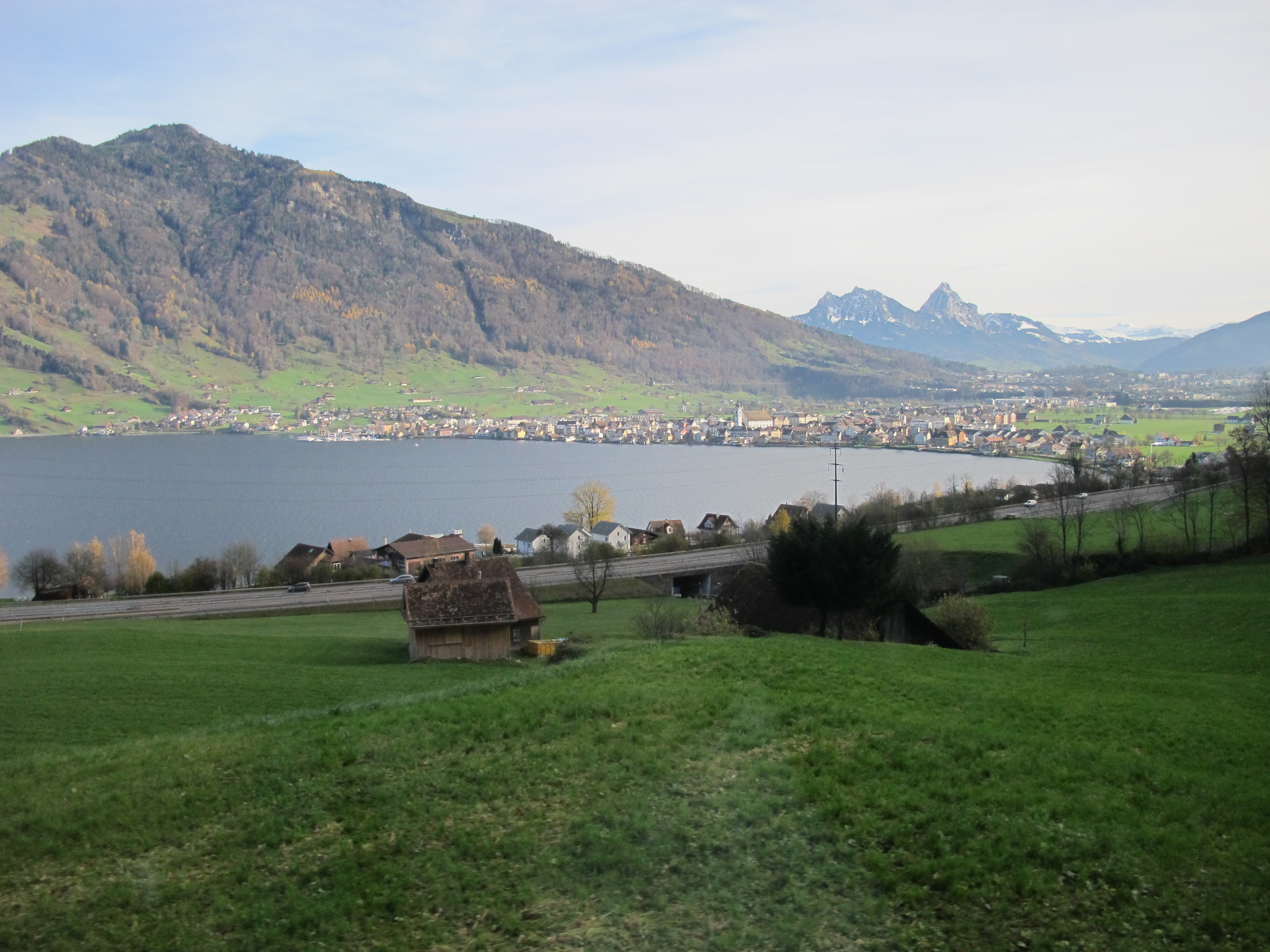
Zugersee mit Arth und Rossberg (im Hintergrund die Mythen)
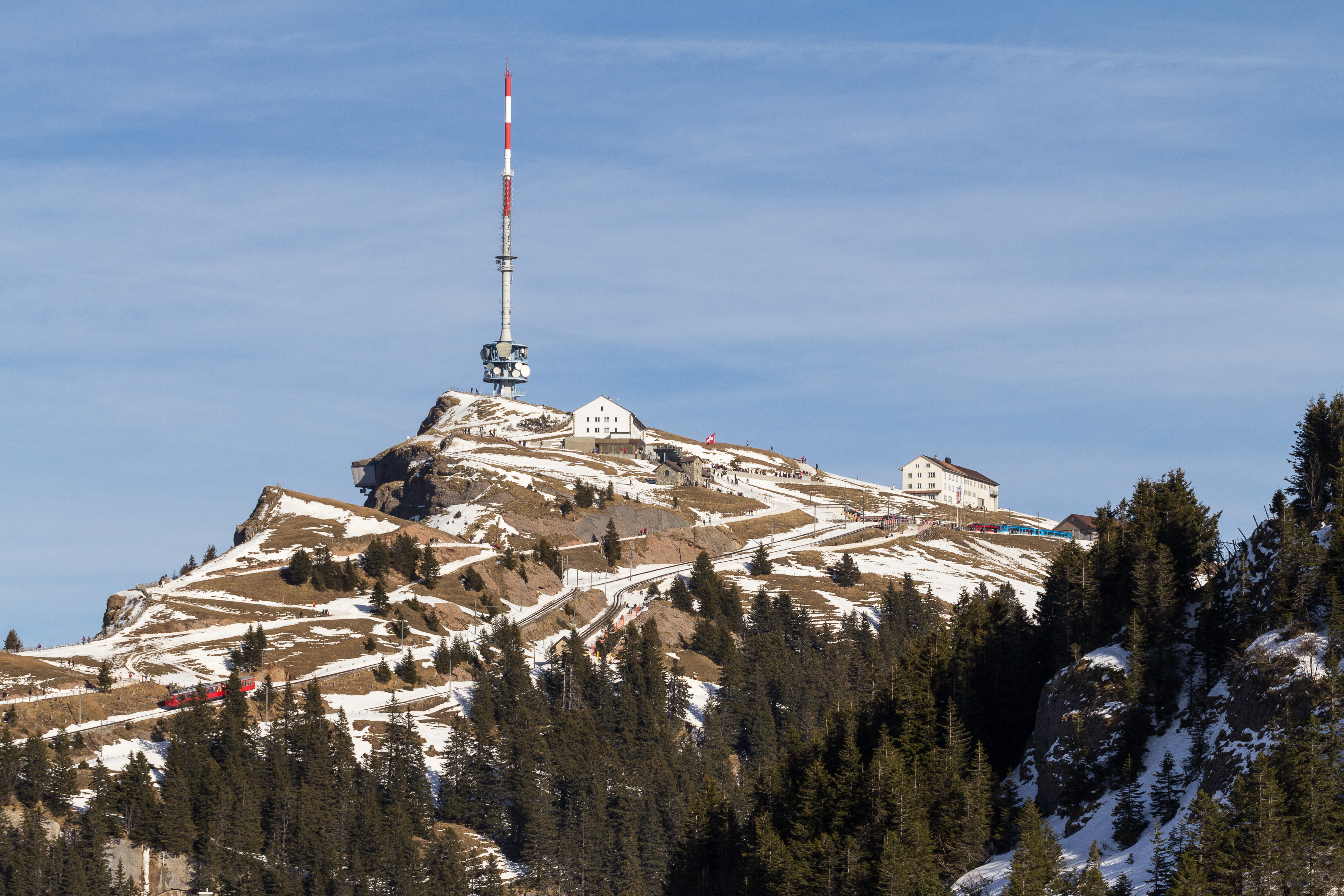
Rigi-Kulm

## Geschichte
Die ersten Siedler in Arth waren Pfahlbauern und Kelten (Helvetier). Keltischen Ursprungs ist auch der Name des Tales, denn das Wort «Arth» kommt vom Wort «Artha», was so viel heisst wie «gepflügtes Land». Die grosse Ebene vom Südende des Sees bis Goldau und die sonnigen Halden am Sonnenberg waren gutes Weide- und Ackerland. Der Fischreichtum im See und in den das Tal durchfliessenden Gewässern ergab nebst der Landwirtschaft und der Jagd eine gute Ernährungsquelle.
Auch die Grafen von Lenzburg, von Kyburg und von Habsburg waren Besitzer dieser Gegend. 1315 schlossen die Schwyzer mit den Arthern zur Bewahrung der Freiheit einen gegen die Herrschaft Österreichs gerichteten Bund. Als Schutz gegen allfällige Angriffe entstand eine Letzimauer aus Findlingen und anderem Gestein, die sich vom Berghang des Rossbergs dem See entlang zum Berghang der Rigi hinüberzog. Heute sind davon kaum mehr Spuren sichtbar.
1353 verkaufte Markgräfin Maria von Baden der Gemeinde Arth ihren Grundbesitz im Tal mit dem Wald und den Bergweiden. Die Verwaltung dieses umfangreichen Gemeindebesitzes führte zur Bildung der Korporation Unterallmeind.
Ab 1520 gab es dank dem evangelisch gesinnten Pfarrer Balthasar Trachsel Anhänger der Reformation, namentlich ist die Familie von Hospenthal bekannt. Sie konnten bis 1655 verdeckt als Nikodemiten oder Kryptoprotestanten existieren und in Privathäusern evangelische Gottesdienste mit Abendmahl feiern. Wegen Bauernaufständen und politischen Unsicherheiten wurden sie danach nicht mehr geduldet. Beim sogenannten Hummelhandel flohen 37 Evangelische nach Zürich, etwa 25 Personen wurden verhaftet, vier blieben standhaft und wurden geköpft. Das provozierte das reformierte Zürich und führte 1656 zum ersten Villmergerkrieg.
Im gleichen Jahr entstand das Kapuzinerkloster Arth, 1668 die Wallfahrtskapelle «Maria zum Schnee» auf Rigi Klösterli und 1696 die heutige barocke Pfarrkirche.
Am 2. September 1806 ereignete sich der Goldauer Bergsturz. Auf dem haushohen Schutt wurde später der wichtige Eisenbahnknotenpunkt Arth-Goldau errichtet. Infolge der Einführung des Busverkehrs zwischen Goldau und Arth rollte das blauweisse «Arther Trämli» am 31. August 1959 zu seiner letzten Fahrt.
Frühe Reiseziele auf der Rigi waren der im 17. Jahrhundert begründete Wallfahrts- und Badeort Rigi-Kaltbad und das Pilgerziel «Maria zum Schnee» bei der Bergkapelle an der Rigiaa, aus welchem sich der Kurort Rigi-Klösterli entwickelte. Im späten 18. Jahrhundert setzte der Reiseverkehr von Touristen auf den Berg ein, und 1816 errichtete Martin Bürgi das erste Gasthaus auf Rigi-Kulm. Im 19. Jahrhundert nahmen weitere Hotels auf dem Berg den Betrieb auf, die seit 1871 mit der Bergbahn von Vitznau und seit 1873 auch von Arth aus gut erreichbar waren.
Am 23. Juli 1969 gewann eine Mannschaft aus Arth-Goldau an der internationalen 3. Runde von Spiel ohne Grenzen. Gespielt wurde im italienischen Caserta. Dies war der erste Sieg einer Schweizer Mannschaft bei dieser in den 1960er und 1970er Jahren sehr beliebten TV-Sendung.

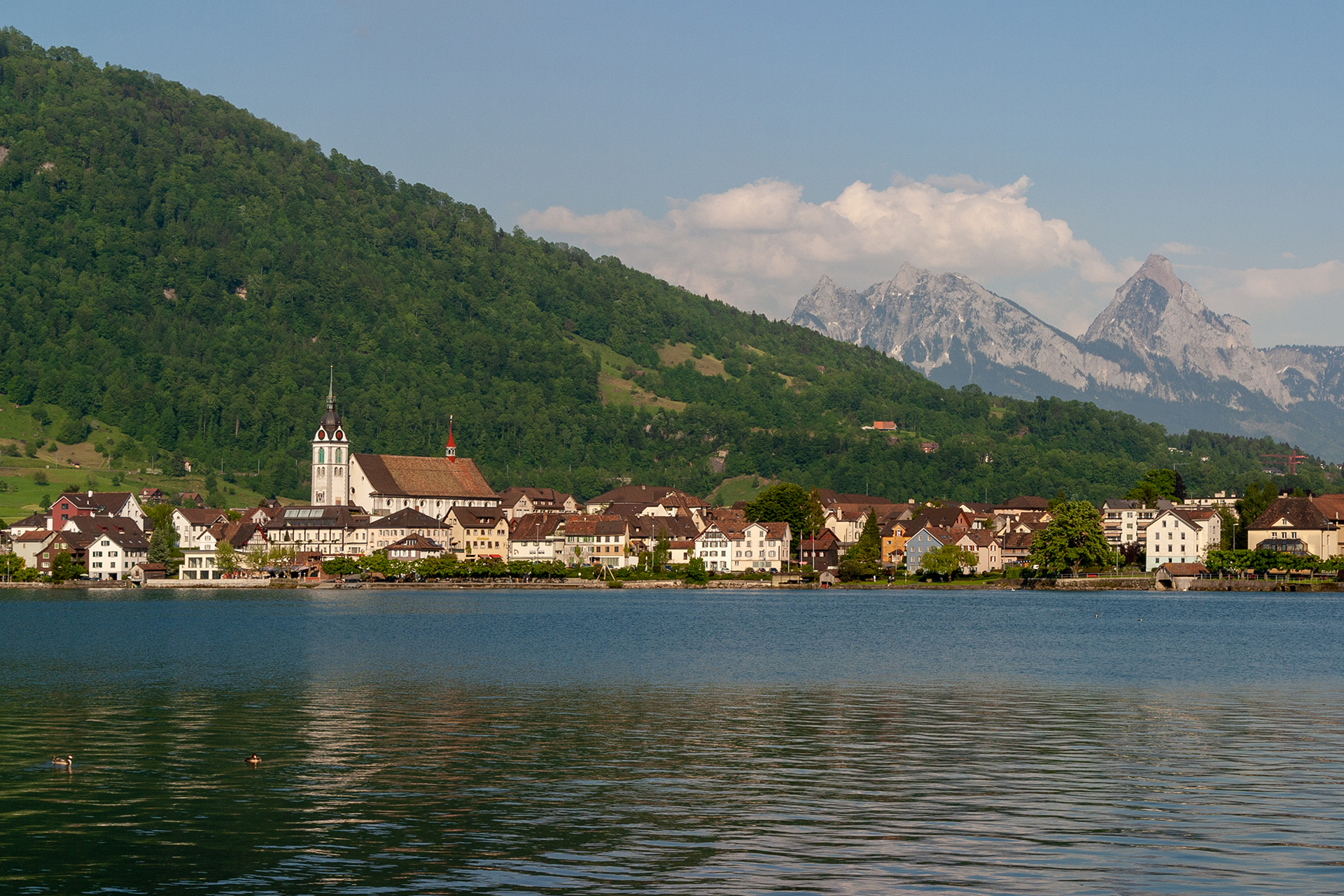
Arth am Zugersee
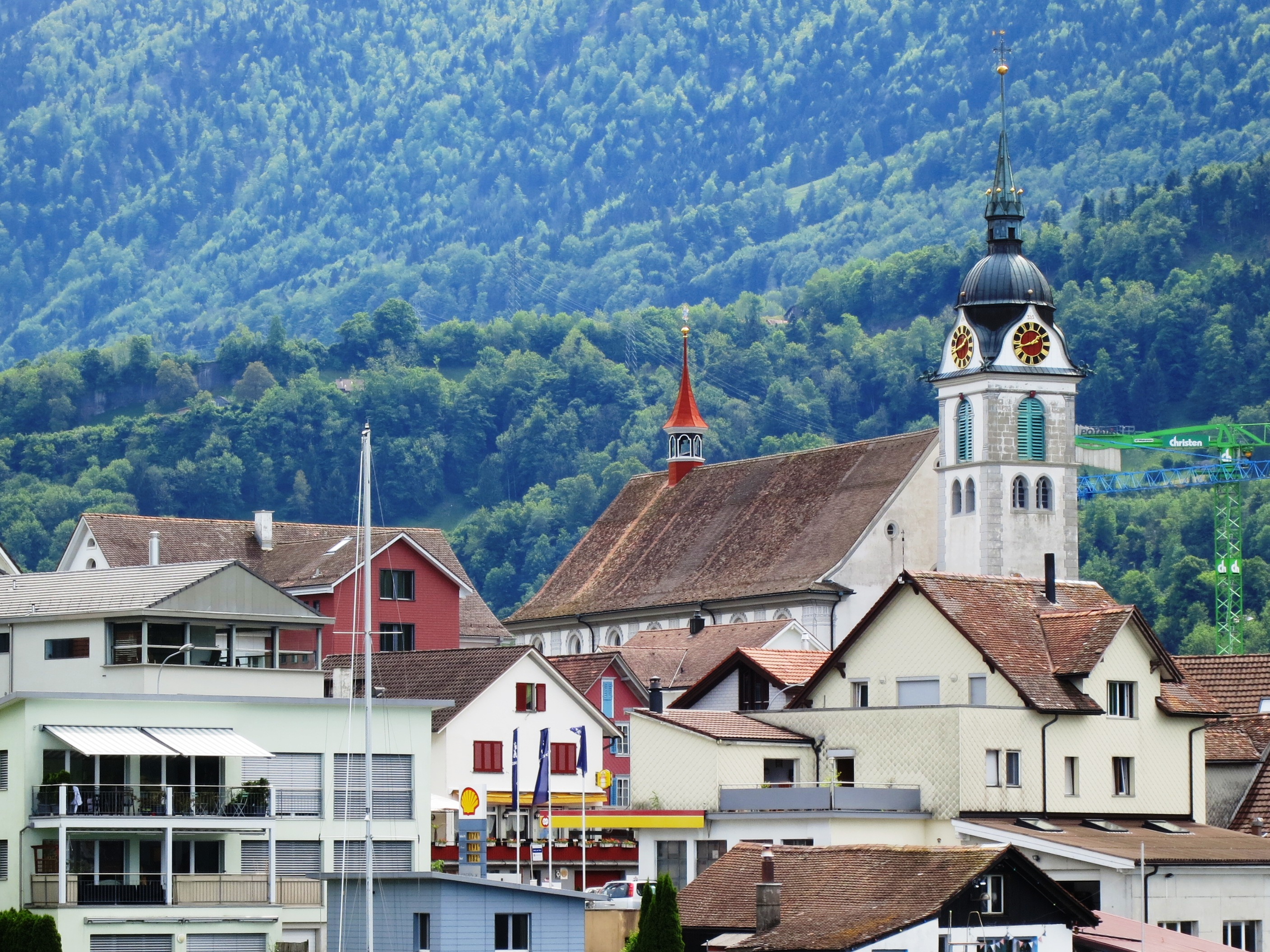
Arth, Zentrum mit Kirche
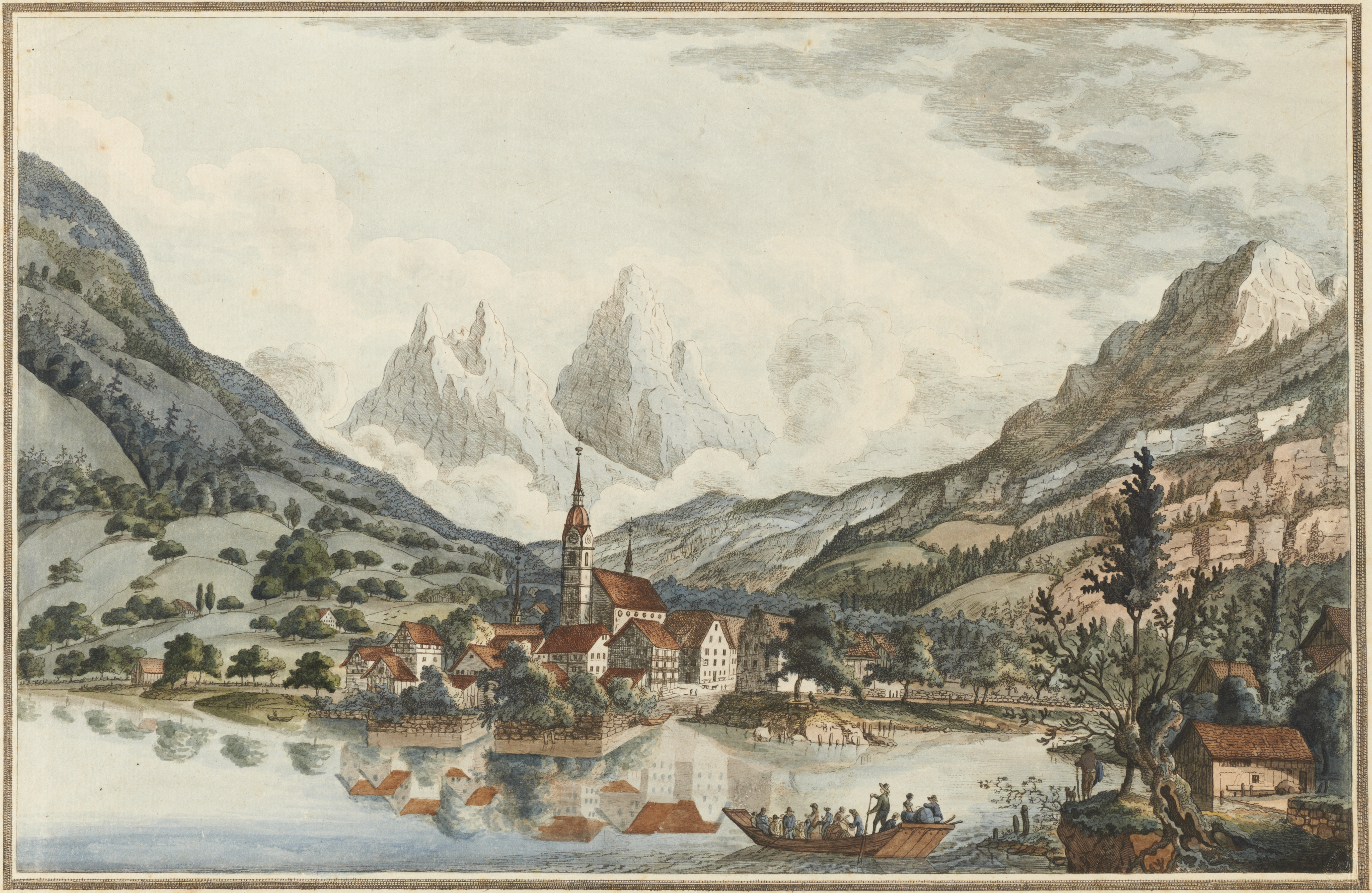
Arth um 1780

## Politik
Bei den Nationalratswahlen 2023 betrugen die Wähleranteile in Arth: SVP 34,4 % (+1,3 %), FDP 28,7 % (−3,8 %), SP 15,3 % (−1,9 %), Mitte 14,7 % (−4,5 %), GPS 3,7 % (+1,3 %), glp 2,7 % (−2,3 %).

## Verkehr und Infrastruktur
Im Tal von Arth befindet sich ein Verkehrsknotenpunkt von nationaler Bedeutung mit einer europäischen Nord-Süd-Verkehrsachse auf Schiene und Strasse. Die Autobahn A4 führt südlich von Arth dem Fuss der Rigi entlang. Beim Dorf Arth selbst besteht ein Viertelanschluss mit einer einzelnen Abfahrt aus Richtung Immensee; über einen Vollanschluss verfügt Goldau. Die Hauptstrasse 2 von Basel über den Gotthard führt durch Arth, wo sie mit der Hauptstrasse 25 verbunden ist, die von Lenzburg und Zug in die Innerschweiz kommt, und durch Goldau und über die «Bernerhöhe» nach Lauerz. In Oberarth zweigt die «Steinerbergstrasse» (Hauptstrasse 371) von der Hauptstrasse 2 ab; sie führt über Steinerberg nach Sattel, wo sie auf die Hauptstrasse 8 trifft. In der Nähe des Tierparks Goldau beginnt als Abzweigung von der Hauptstrasse 371 die «Steinerstrasse» (Hauptstrasse 369), die neben der Gotthardbahn und der Autobahn nach Steinen und von dort weiter nach Schwyz verläuft.
In Goldau steht der an der Gotthardbahn liegende Bahnhof Arth-Goldau, einer der grossen Verkehrsknoten im Bahnnetz der Schweiz, der von vier Bahnstrecken erreicht wird: die Linie von Luzern, die Linie von Zug, die Gotthardbahn von Schwyz und die Bahnstrecke Biberbrugg–Arth-Goldau. Zudem verkehrt die Arth-Rigi-Bahn (ARB) von ihrem Talbahnhof neben dem Bahnhof Arth-Goldau bis auf Rigi-Kulm.
Von der Zwischenstation «Chräbel» der ARB auf 763 m ü. M. aus führt eine Luftseilbahn auf Rigi-Scheidegg (1642 m ü. M.). Die Bergstation steht knapp ausserhalb der Gemeindegrenze von Arth im Gebiet von Gersau.
Seit der Schließung des «Arther Trämli» im Jahr 1959 ist der Bahnhof Arth-Goldau vom Dorf Arth aus mit Busverbindungen der Zugerland Verkehrsbetriebe zu erreichen.
Das Gemeindegebiet ist, besonders in den Berglandschaften, mit einem dichten Netz von Wanderwegen erschlossen, die im schwierigen Gelände teilweise als anspruchsvolle Alpinwege markiert sind. Die Wanderroute «Schwyzer Höhenweg» führt in einer Etappe über Rigi und Gnipen. Der Rundwanderweg «Goldauer Bergsturzspur» durchquert von Goldau aus die Berglandschaft, von wo aus 1806 der verheerende Bergsturz niederging. Der «Rigi-Panoramaweg» ist ein barrierefreier Weg mit geringer Steigung auf dem Höhenzug von der ARB-Station Wölfertschen-First über Rigi-Unterstetten bis Rigi-Scheidegg.
Vom Zugersee her verlaufen zwei überregionale Velorouten durch Arth und Goldau nach Schwyz: die Route 51 «Säuliamt-Schwyz» und die Route 77 «Rigi-Reuss-Klettgau».
Der Rigilehne entlang verläuft eine Trasse der nationalen Energieinfrastruktur mit mehreren parallelen Hochspannungsleitungen. Die Gotthardleitung ist in diesem Abschnitt kombiniert mit einer Freileitung der SBB.
Der Sender Rigi auf Rigi-Kulm mit einem 96 Meter hohen Stahlbetonturm auf Rigi-Kulm wurde in den 1990er Jahren errichtet. Er ist ein Fernmelde- und Rundfunksender der Swisscom. Für Bergbesucher bietet er eine Aussichtsplattform.

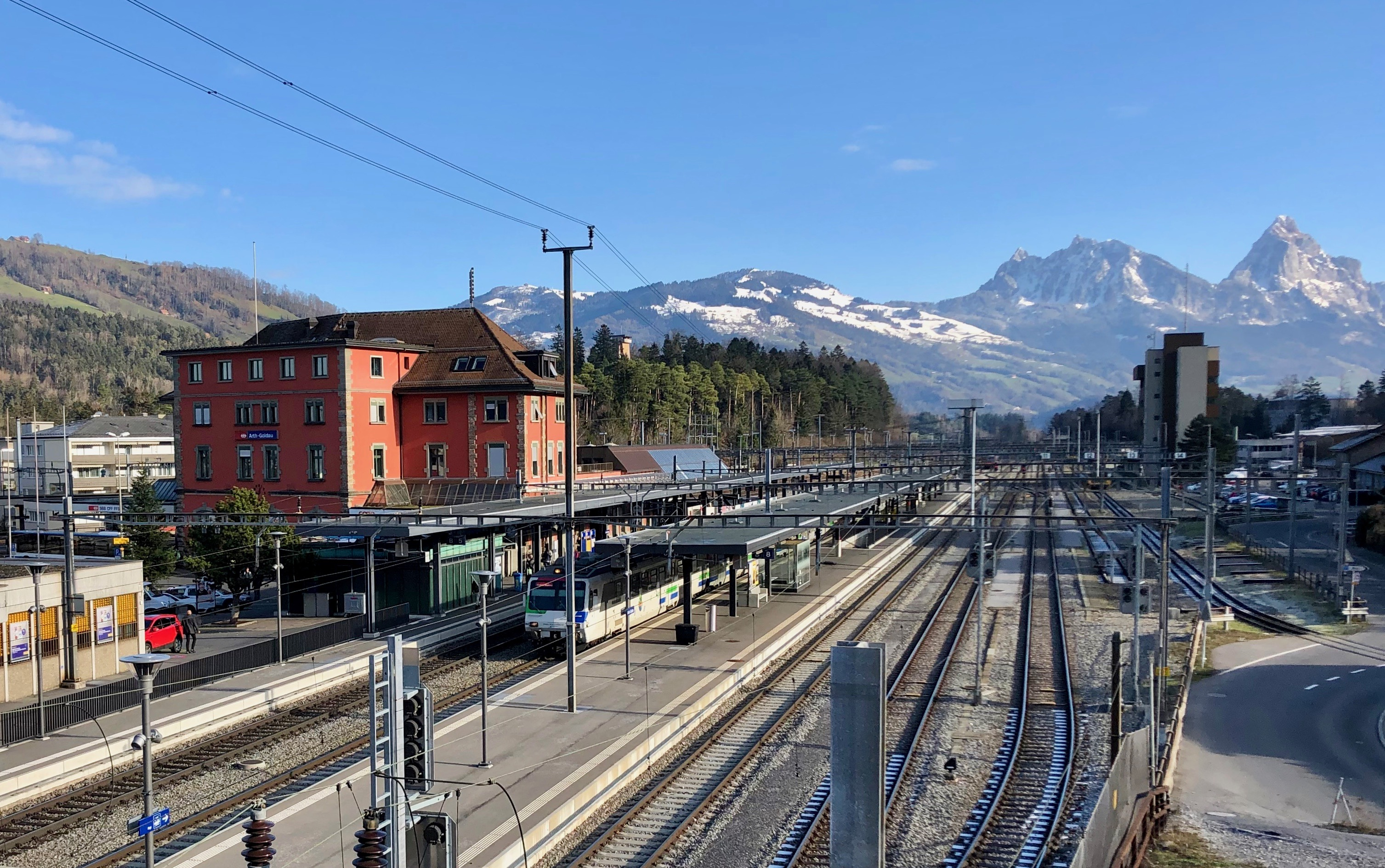
Bahnhof Arth-Goldau der SBB
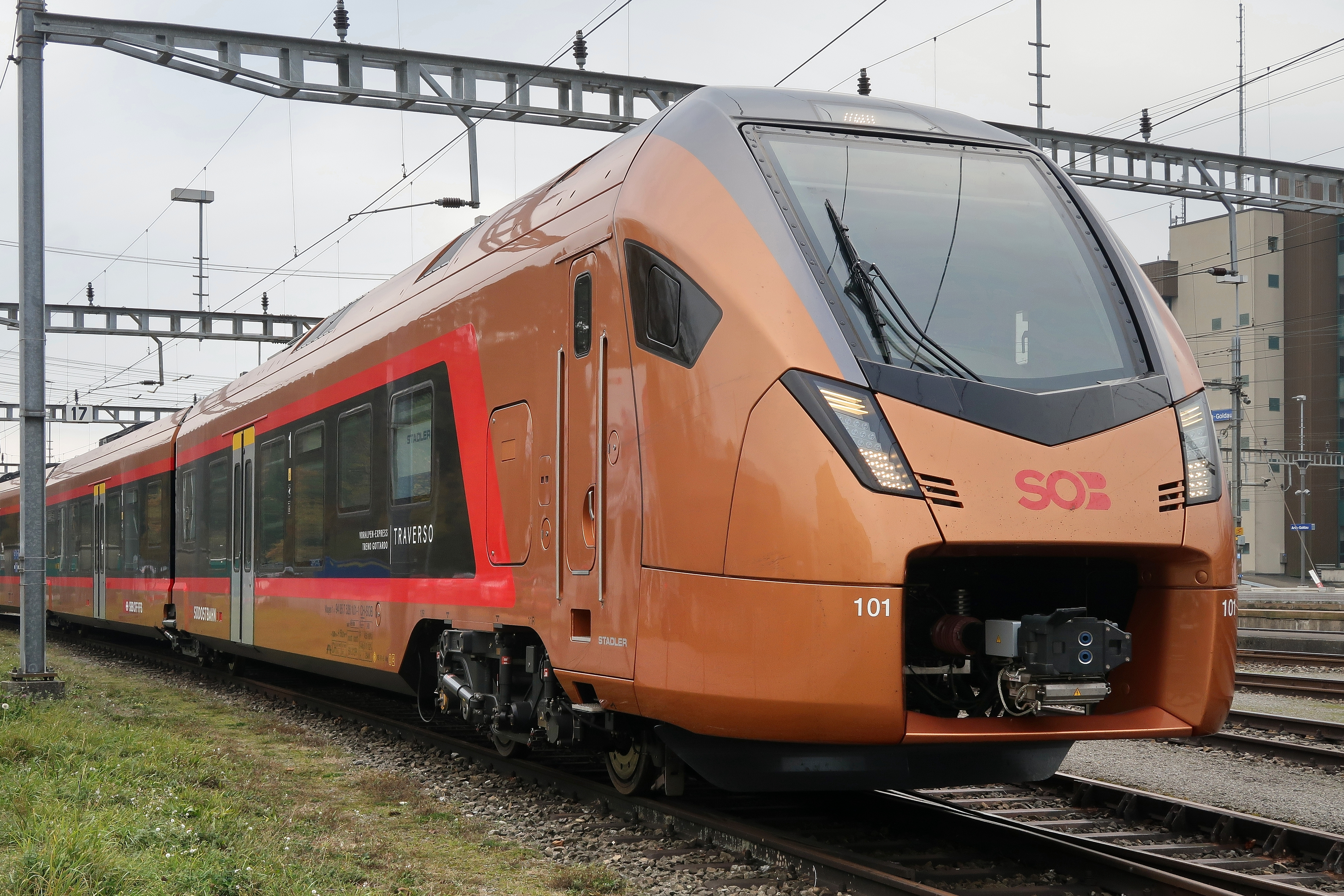
Flirt-Traverso des Voralpen-Express der SOB in Arth-Goldau
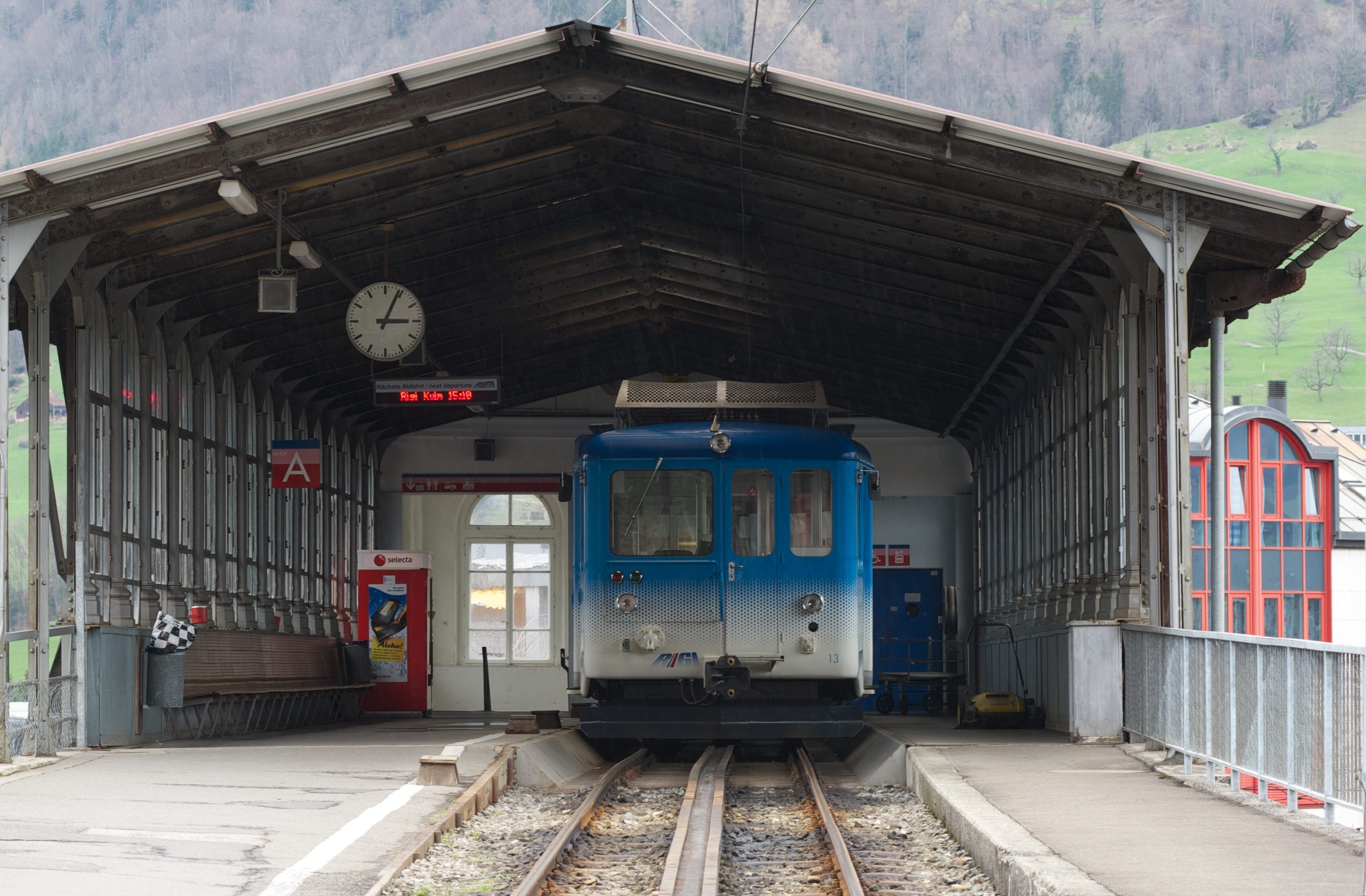
Bahnhof der Arth-Rigi-Bahn in Goldau
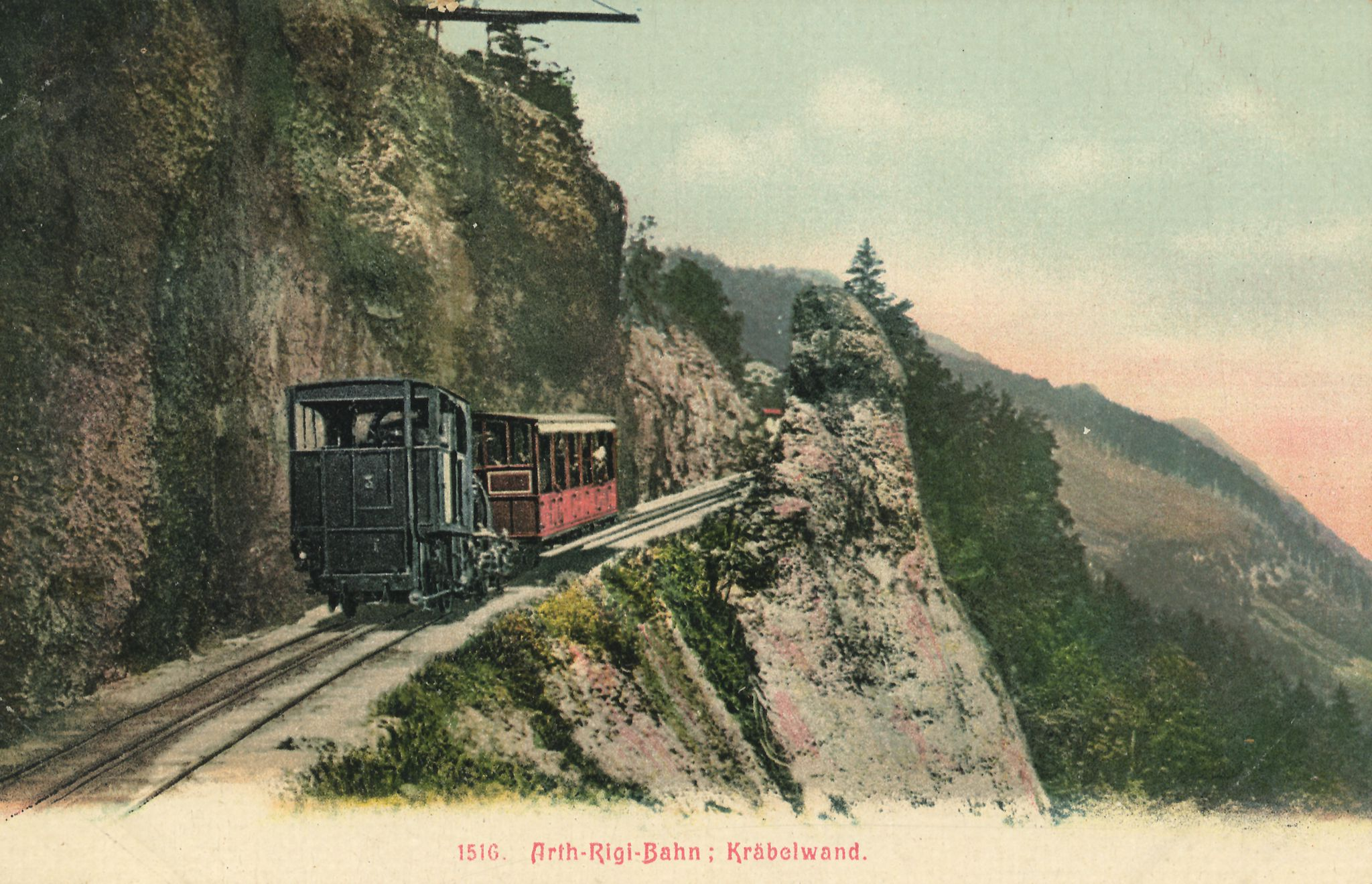
Arth-Rigi-Bahn in der Chräbelwand
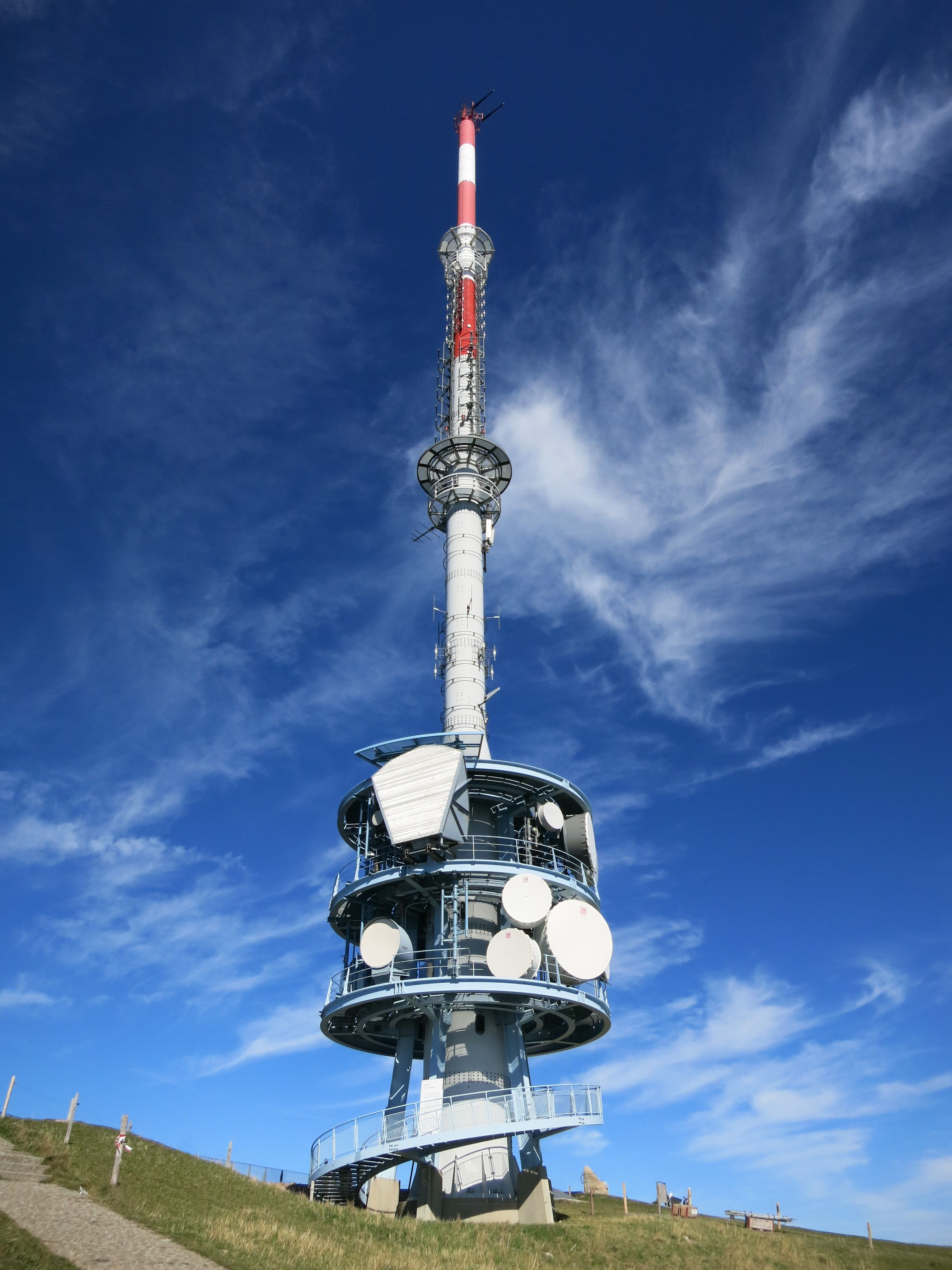
Sendeturm auf Rigi-Kulm

## Sehenswürdigkeiten
- Rigi-Kulm, Aussichtspunkt mit Berggasthaus
- Rigi-Klösterli, mit Kapelle Maria zum Schnee
- Hünenbergdenkmal, an der Zugerstrasse in der Nähe der ehemaligen Sonnenberg Letzi[49]
- Pfarrkirche St. Georg und Zeno[50]
- St. Maria in Oberarth
- Pfarrkirche Herz-Jesu, in Goldau
- Syrisch-Orthodoxes Kloster Mor Augin (St. Avgin) der assyrischen Gemeinde in der Schweiz in Arth; ehemaliges Kapuzinerkloster (1682 bis 1996)[51]
- Natur- und Tierpark Goldau
- Bergsturzmuseum, in Goldau
- Kapelle St. Adrian
- Kapelle St. Georg
- Reding-Kapelle, in Oberarth

## Schulen
In Arth besteht zudem ein umfangreiches Bildungsangebot. Die Gemeindeschule umfasst Kindergarten, erste bis sechste Klasse und die Oberstufe (siebtes bis neuntes Schuljahr). In Goldau befeinden sich ein Berufsbildungszentrum und die Pädagogischen Hochschule Schwyz.

## Kontroversen
Die Einbürgerungspraxis der Gemeinde ist immer mal wieder in den Medien präsent. So führen lokalspezifische Fragen zu einem negativen Einbügerungsentscheid wegen mangelnder Integration oder die Behörden vermuten Steuervergehen, obwohl die Kantonalen Behörden dies verneinten, und entschieden sich trotzdem für einen negativen Einbürgerungsentscheid. Entsprechend wurde die Gemeinde wegen einer Frage, ob der Bär und der Wolf zusammen in einem Gehege des lokalen Tierparks gehalten werden, zu einem negativen internationalen Medienecho. Von Bürgern wird darum vermutet solche schickanierenden Einbürguerungsprozedere hätten System Im Jahr 2021 hat sich dann als Reaktion der Verein einbürgerungsgeschichten.ch gegründet, um im Kanton Schwyz generell die Einbürgerungskriterien zu senken. Auch hat der Verein noch mehr schikanierende Einbürgerungsverfahren veröffentlicht. Gemäss dem Verein lehnte die Gemeinde im Zeitraum zwischen 2016 und 2018 jedes zweite Gesuch ab. Demgegenüber liegt der Kantonale Schnitt bei 19 % während schweizweit nur 4 % der Gesuche abgelehnt werden.

## Persönlichkeiten
- Josef Anton von Weber (1685–1728), Schwyzer Landammann und Offizier
- Karl Jakob von Weber (1712–1764), Archäologe und Militär
- Franz Dominik von Weber (1717–1793), Offizier und Militärunternehmer
- Konrad Tanner (1752–1825), Benediktinermönch und Abt des Klosters Einsiedeln
- Karl Zay (1754–1816), Politiker und Arzt, Chronist des Goldauer Bergsturzes
- Karl von Zay (1783–1854), Schwyzer Landammann und Kantonsgerichtspräsident
- Anton Tanner (1807–1893), katholischer Theologe, Propst des Stiftes St. Leodegar in Luzern
- Eugen Märchy (1876–1944), Zeichenlehrer und Maler